# Espolón de los Abruzzos

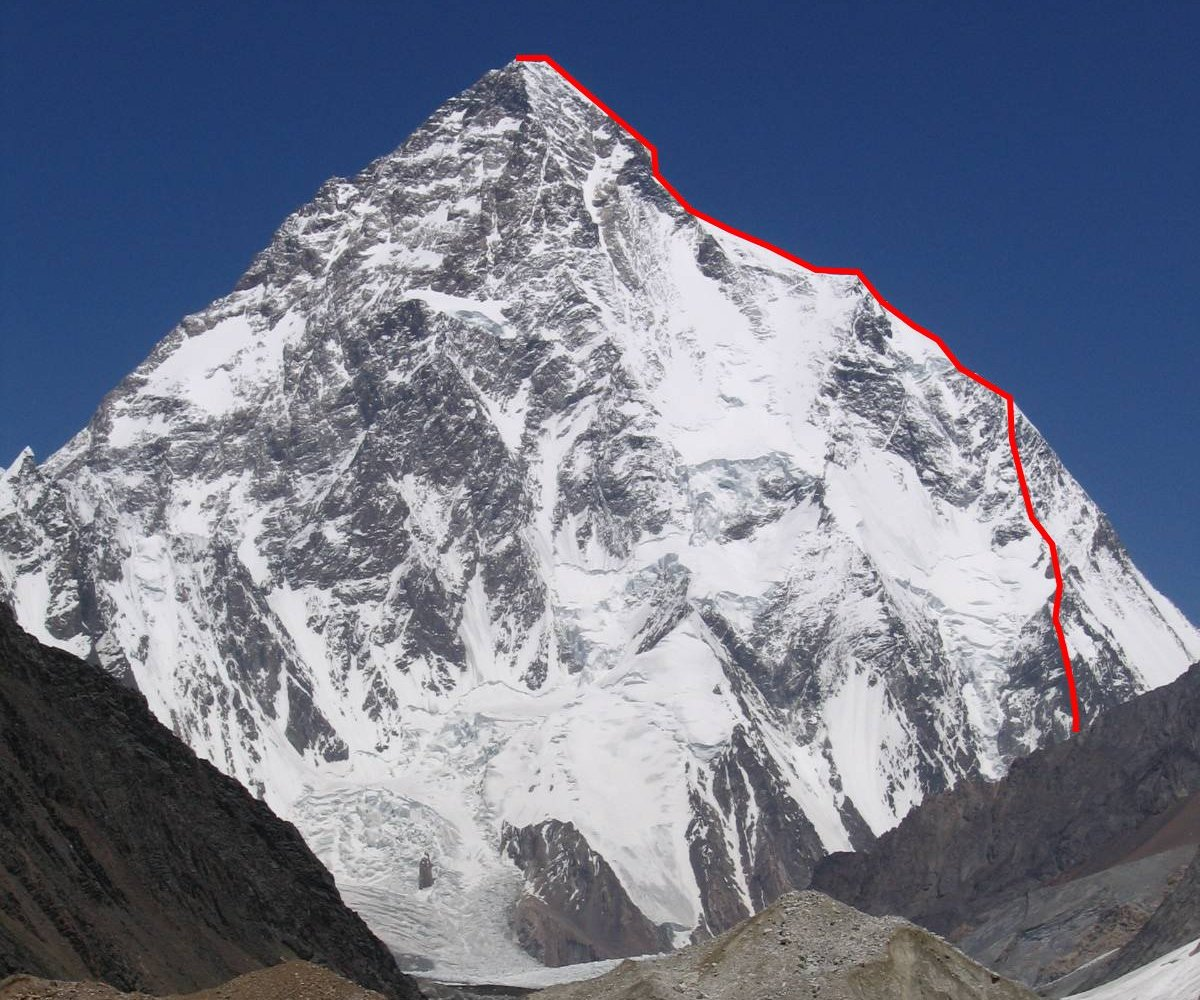

El Espolón de los Abruzzos (arista sureste) se considera la vía "normal" o más sencilla de ascensión al K2, aunque en esta montaña no hay vías que puedan considerarse fáciles. Se trata de una escalada en terreno mixto (roca, nieve y hielo) de dificultad sostenida y peligro constante de avalanchas y desprendimientos a partir del Campo I. A esto hay que añadir la altitud extrema y el viento, frío y tormentas que el clima impredecible del Karakórum puede generar en cualquier momento. El resultado de todo ello es que aunque el K2 es unos doscientos metros más bajo que el Everest, su ascensión está considerada como de mucho mayor prestigio en ambientes alpinísticos. No en vano se denomina al K2 como la montaña salvaje o la montaña de las montañas.
El nombre de la vía se debe a Luis Amadeo de Saboya (Duque de los Abruzzos), explorador italiano que, al mando de una gran expedición, en 1909 alcanzó la cota de 6000 metros de altitud por la arista que, en su honor, hoy lleva su nombre.
Los hitos clave de la vía son los siguientes:
- Campo Base (5000 m s. n. m. aprox.)
- Campo I (6000 m s. n. m. aprox.)
- Chimenea House.
- Campo II (6700 m s. n. m. aprox.)
- Pirámide Negra.
- Campo III (7250 m s. n. m. aprox.) Situado en el hombro del K2.
- Campo IV (7500 - 8000 m s. n. m. aprox.)
- Cuello de Botella.
- Travesía del serac.
- Cumbre del K2 (8611 m s. n. m.)

- Datos: Q3966537
- Multimedia: Abruzzi Spur / Q3966537